# Contea di Starke
La contea di Starke (in inglese Starke County) è una contea dello Stato dell'Indiana, negli Stati Uniti. La popolazione al censimento del 2000 era di 23 556 abitanti. Il capoluogo di contea è Knox.